# Entodon scabridens
Entodon scabridens là một loài Rêu trong họ Entodontaceae. Loài này được Lindb. mô tả khoa học đầu tiên năm 1872.